# Bezzia nigritibialis
Bezzia nigritibialis är en tvåvingeart som beskrevs av Gustavo R. Spinelli 1991. Bezzia nigritibialis ingår i släktet Bezzia och familjen svidknott.
Artens utbredningsområde är Belize. Inga underarter finns listade i Catalogue of Life.